# Shawn Bradley
Shawn Paul Bradley (Landstuhl, Alemania Occidental, 22 de marzo de 1972) es un exjugador de baloncesto estadounidense que disputó 12 temporadas en la NBA. Con 2,29 metros de estatura, jugaba en la posición de pívot. Es el tercer jugador más alto en la historia de la NBA, por detrás de Gheorghe Mureşan y de Manute Bol.

## Trayectoria

### Universidad
Jugó una temporada (1990-91) con los Cougars de la Universidad de Brigham Young, siendo titular en los 34 encuentros del equipo y promediando 14,8 puntos, 7,7 rebotes y un impresionante 5,2 tapones por partido. Con 177 tapones fue líder del país tanto en tapones totales como en % por partido, además de ser récord de la NCAA. Tras ese año abandonó su carrera universitaria para instalarse en Australia, donde se desempeñó por dos años como misionero de la Iglesia de Jesucristo de los Santos de los Últimos Días.

#### Estadísticas
| Año     | Equipo | PJ | PT | MPP  | %TC  | %3P   | %TL  | RPP | APP | ROB | TPP | PPP  |
| ------- | ------ | -- | -- | ---- | ---- | ----- | ---- | --- | --- | --- | --- | ---- |
| 1990–91 | BYU    | 34 | 34 | 28.9 | .518 | 1.000 | .692 | 7.7 | 1.2 | .7  | 5.2 | 14.8 |

### Profesional
Fue seleccionado en la segunda posición por Philadelphia 76ers en el Draft de la NBA de 1993. A partir de su inicio como jugador profesional de la NBA, se posicionó como uno de los grandes taponadores de todos los tiempos.
Jugó en los Philadelphia 76ers, en los New Jersey Nets y en los Dallas Mavericks, donde permaneció 8 temporadas y media, y donde anunció su retirada tras la temporada 2004-05, dejando atrás un historial de 12 temporadas.
Al finalizar su carrera, lo hizo siendo dueño de varios récords para los equipos en los que jugó en la estadística de tapones, y posee un extraño récord en la historia de la liga: es el único jugador que bloqueó 10 o más lanzamientos en dos partidos consecutivos, y lo hizo en dos ocasiones diferentes.
Es uno de los 15 jugadores con más cantidad de tapones de la historia, con un total de 2.119 en 832 partidos jugados, promediando 2,55 tapones por encuentro a lo largo de toda su carrera.
Con sus 2,29 m (7′ 6″) de estatura, fue un jugador lento y desgarbado, pero de gran manejo del tiempo, sobre todo en la faz defensiva del juego. Se le reprochó ser torpe ante pívots más bajos que él, pero lo cierto es que en los 8 años y medio que estuvo en los Dallas Mavericks, primero como pívot titular y después como jugador de banquillo, fue un pilar fundamental en el proceso de transición en el que el equipo pasó de ocupar los últimos puestos a convertirse en un equipo aspirante. Justo una temporada después de que se retirara, la 2005-06, los Mavericks alcanzaron las Finales de la NBA, que perdieron contra los Miami Heat.

### Selección nacional
En su periplo con los Dallas Mavericks, Bradley formó un gran vínculo de amistad con el alemán Dirk Nowitzki, el cual le convenció para jugar con la selección de Alemania el EuroBasket 2001 celebrado en Turquía. Bradley, nacido en Alemania, obtuvo fácilmente esta nacionalidad, así que, gracias a su amistad con Nowitzki, no dudó en formar parte del equipo al lado de su compañero en los Mavericks. El combinado alemán terminó la cita con un 4º puesto.

## Estadísticas de su carrera en la NBA
|  | Líder de la liga |

### Temporada regular
| Año     | Equipo       | PJ  | PT  | MPP  | %TC  | %3P  | %TL  | RPP | APP | ROB | TPP | PPP  |
| ------- | ------------ | --- | --- | ---- | ---- | ---- | ---- | --- | --- | --- | --- | ---- |
| 1993-94 | Philadelphia | 49  | 45  | 28.3 | .409 | .000 | .607 | 6.2 | 2.0 | .9  | 3.0 | 10.3 |
| 1994-95 | Philadelphia | 82  | 59  | 28.8 | .455 | .000 | .638 | 8.0 | .6  | .7  | 3.3 | 9.5  |
| 1995-96 | Philadelphia | 12  | 11  | 27.8 | .443 | .000 | .760 | 8.8 | .7  | .7  | 3.2 | 8.8  |
| 1995-96 | New Jersey   | 67  | 57  | 29.8 | .443 | .250 | .679 | 7.9 | .8  | .6  | 3.7 | 12.5 |
| 1996-97 | New Jersey   | 40  | 38  | 30.7 | .436 | .000 | .664 | 8.1 | .5  | .6  | 4.0 | 12.0 |
| 1996-97 | Dallas       | 33  | 32  | 32.1 | .461 | .000 | .642 | 8.7 | 1.0 | .5  | 2.7 | 14.6 |
| 1997-98 | Dallas       | 64  | 46  | 28.5 | .422 | .333 | .722 | 8.1 | .9  | .8  | 3.3 | 11.4 |
| 1998-99 | Dallas       | 49  | 33  | 26.4 | .480 | .000 | .748 | 8.0 | .8  | .7  | 3.2 | 8.6  |
| 1999-00 | Dallas       | 77  | 54  | 24.7 | .479 | .200 | .765 | 6.5 | .8  | .9  | 2.5 | 8.4  |
| 2000-01 | Dallas       | 82  | 35  | 24.4 | .490 | .167 | .787 | 7.4 | .5  | .4  | 2.8 | 7.1  |
| 2001-02 | Dallas       | 53  | 16  | 14.3 | .479 | .000 | .922 | 3.3 | .4  | .5  | 1.2 | 4.1  |
| 2002-03 | Dallas       | 81  | 39  | 21.4 | .536 | .000 | .806 | 5.9 | .7  | .8  | 2.1 | 6.7  |
| 2003-04 | Dallas       | 66  | 5   | 11.7 | .473 | .000 | .837 | 2.6 | .3  | .5  | 1.1 | 3.3  |
| 2004-05 | Dallas       | 77  | 14  | 11.5 | .452 | .000 | .683 | 2.8 | .2  | .3  | .8  | 2.7  |
| Total   | Total        | 832 | 484 | 23.5 | .457 | .103 | .716 | 6.3 | .7  | .6  | 2.5 | 8.1  |

### Playoffs
| Año     | Equipo | PJ | PT | MPP  | %TC  | %3P  | %TL  | RPP | APP | ROB | TPP | PPP |
| ------- | ------ | -- | -- | ---- | ---- | ---- | ---- | --- | --- | --- | --- | --- |
| 2000-01 | Dallas | 10 | 10 | 25.6 | .529 | .000 | .769 | 7.1 | .5  | .4  | 3.9 | 6.4 |
| 2001-02 | Dallas | 7  | 0  | 3.6  | .500 | .000 | .000 | .7  | .0  | .0  | .1  | .9  |
| 2002-03 | Dallas | 17 | 7  | 14.5 | .400 | .000 | .750 | 3.8 | .3  | .2  | .8  | 2.9 |
| 2003-04 | Dallas | 2  | 0  | 1.5  | .000 | .000 | .000 | .0  | .0  | .0  | .0  | .0  |
| 2004-05 | Dallas | 7  | 0  | 3.9  | .667 | .000 | .500 | .9  | .0  | .0  | .3  | 1.3 |
| Total   | Total  | 43 | 17 | 13.0 | .478 | .000 | .741 | 3.4 | .2  | .2  | 1.1 | 3.0 |

## Vida personal
Shawn Bradley apareció en la película Space Jam, estrenada en 1996 y protagonizada por Michael Jordan, junto con otros jugadores de la NBA como Charles Barkley, Patrick Ewing, Larry Johnson y Muggsy Bogues.
En 2010 se presentó como candidato del Partido Republicano para ocupar la banca del distrito 44 de la Cámara de Representantes de Utah, pero perdió la elección ante Tim Cosgrove.
El 20 de enero de 2021, Bradley fue golpeado por detrás por un automóvil mientras conducía su bicicleta cerca de su casa en St. George, Utah. El 17 de marzo se conoció la noticia de que se encuentra paralizado debido a que el accidente de bicicleta le generó una lesión en la médula espinal. Fue sometido a una cirugía en el cuello y se encuentra hospitalizado y en rehabilitación.
Mark Cuban, propietario de los Dallas Mavericks, expresó su profunda tristeza y le mandó ánimos, ya que le considera «parte de la familia de los Mavs».